# Ixora venulosa
Ixora venulosa är en måreväxtart som beskrevs av George Bentham. Ixora venulosa ingår i släktet Ixora och familjen måreväxter. Inga underarter finns listade i Catalogue of Life.